# الحزب الديمقراطي الصومالي
الحزب الديمقراطي الصومالي هو حزب سياسي في الصومال. تأسس عام 2010 على يد مصلح محمد سياد، نجل الرئيس الصومالي الأسبق سياد بري.  اعتبارًا من عام 2012، كان للحزب مكاتب رئيسية في نيروبي، وفروع أخرى في الولايات المتحدة وكندا وأجزاء من أوروبا. وبحسب نائب رئيس مجلس الإدارة، فإن برنامج الحزب يتمحور حول الانتخابات متعددة الأحزاب. 